# Tekavatoetoe
Tekavatoetoe ist das südlichste der sieben Dörfer der Insel Fongafale, der Hauptinsel des Funafuti-Atolls, die zusammen das Funafuti Centre bilden.

## Geographie
Der Ort liegt am Südende der Insel. Im Norden schließt sich der Regierungssitz Vaiaku an.